# Ceritoturris
Ceritoturris is een geslacht van weekdieren uit de klasse van de Gastropoda (slakken).

## Soorten
- Ceritoturris bittium (Dall, 1924)
- † Ceritoturris fecunda Lozouet, 1999[1]
- Ceritoturris nataliae Kilburn, 1988
- Ceritoturris pupiformis (E. A. Smith, 1884)
- Ceritoturris suavis (Hervier, 1896)
- Ceritoturris thailandica Robba, Di Geronimo, Chaimanee, Pietro Negri & Sanfilippo, 2007